# Jean Rudhardt
 (décembre 2018).
Jean Rudhardt (né le 14 janvier 1922 à Genève et mort le 29 juin 2003) est un historien des religions, helléniste et papyrologue suisse.

## Biographie
Après des études secondaires au Collège Calvin, Rudhardt poursuit sa formation à l'Université de Genève, marquée par l'enseignement de l'helléniste Victor Martin (1886-1964). Atteint lui-même de tuberculose, il est directeur du Sanatorium universitaire suisse à Leysin de 1953 à 1960. Après une activité d'enseignement, en philologie grecque, papyrologie et histoire des religions, il est finalement nommé à la chaire titulaire d'histoire des religions, rattachée à la Faculté des lettres de l'Université de Genève de 1965 à 1987. Il est ensuite resté à l'Université en tant que professeur honoraire. Philippe Borgeaud (*1946) lui succède à cette chaire. Depuis 2014, elle est occupée par Dominique Jaillard (*1961).
Rudhardt travaille principalement sur la religion grecque et sur la mythologie. Dans son champ d'études, sa monographie sur les principes fondamentaux de la religion grecque qui s'appuient sur les pratiques cultuelle dans la Grèce classique fait toujours référence et est régulièrement rééditée. Il consacre une autre publication à Thémis et aux Heures, qu'il interprète comme des déesses de la justice et de la paix,. Rudhardt publie des travaux remarqués sur le phénomène de l'orphisme. En papyrologie, il publie avec André Hurst et Olivier Reverdin la Vision de Dorotheos et, avec André Hurst, le Codex des visions. Son essai sur la religion grecque et ses recherches sur les hymnes orphiques restent inachevés. D'un point de vue méthodologique, Rudhardt prend la langue et la pensée comme point de départ, telles qu'elles se manifestent dans les textes.

## Œuvres (sélection)
- Notions fondamentales de la pensée religieuse et actes constitutifs du culte dans la Grèce classique, Droz, Genève, 1958 (thèse de doctorat), Édition Picard, Paris, 1992.
- Le thème de l'eau primordiale dans la mythologie grecque (Travaux publ. sous les auspices de la Société suisse des sciences humaine, 12). Francke, Berne, 1971.
- Du mythe, de la religion grecque et de la compréhension d’autrui, Droz, Genève, 1981 (Revue européenne des sciences sociales et Cahiers Vilfredo Pareto, Tome 19, no 58).
- Thémis et les Hôrai. Recherches sur les divinités grecques de la justice et de la paix.  Droz, Genève, 1999.
- Les dieux, le féminin, le pouvoir : Enquêtes d'un historien des religions, Genève, Labor et Fides, 2006 (éd. Philippe Borgeaud et Vinciane Pirenne-Delforge)
- Opera inedita. Essai sur la religion grecque & Recherches sur les Hymnes orphiques, Liège, 2008 (Kernos supplément, 19) (contient un index ds œuvres par Ph. Matthey). – Recension: Alain Blanc, Revue des études grecques, 123, 2010, p. 477-479, en ligne

### Éditions scientifiques
- avec André Hurst et Olivier Reverdin (Éd.): Papyrus Bodmer XXIX. Vision de Dorothéos.  Édité avec une introduction, une traduction et des notes. Fondation Martin Bodmer, Genève, 1984.
- avec André Hurst (Éd.): Papyrus Bodmer XXX–XXXVII. Codex des Visions. Poèmes divers.  Édités avec une introduction générale, des traductions et des notes. Saur, Munich, 1999.

### Articles
- « Les mythes grecs relatifs à l’instauration du sacrifice: les rôles corrélatifs de Prométhée et de son fils de Deucalion », In: Museum Helveticum, 27, 1970, p. 1-15.
- « Trois problèmes de géométrie conservés par un papyrus genevois », In: Museum Helveticum, 35, 1978, p. 233-240.
- « Considérations sur la notion de sebas », In: Homère chez Calvin. Mélanges Olivier Reverdin., Droz, Genève, 2000, p. 421-434.
- « Quelques remarques sur la notion d’aidôs. », In: Édouard Delruelle, Vinciane Pirenne-Delforge (Éd.), Κῆποι. De la religion à la philosophie. Mélanges offerts à André Motte., Liège, 2001 (Kernos supplément, 11), p. 1-21.
- « Les deux mères de Dionysos, Perséphone et Sémélé, dans les Hymnes Orphiques », In: Revue de l'histoire des religions, 219, 2002, p. 483-501.

## Sur l'œuvre de Jean Rudhardt
- Orphisme et Orphée en l’honneur de Jean Rudhardt, textes réunis et édités par Philippe Borgeaud. Droz, Genève, 1991.
- Philippe Borgeaud, « Hommage à Jean Rudhardt », in Kernos 17, 2004, p. 9–11 (lire en ligne).
- André Hurst, « De la  philologie selon Jean Rudhardt et de la compréhension d'autrui », in Kernos 21, 2008, p. 131-137 (lire en ligne).